# Sprachsteuer
Unter Sprachsteuer versteht man das Konzept einer Ausgleichszahlung, die Länder oder Sprachgemeinschaften dafür zahlen, dass sie vom Lernen ihrer Sprache in anderen Ländern profitieren und zugleich Übersetzungskosten und Sprachunterricht für ihre eigenen Bürger sparen.
Solche Ausgleichszahlungen existieren nicht; da jedoch die wirtschaftlichen Vorteile der Verbreitung vor allem der englischen Sprache derzeit enorm wachsen, werden entsprechende Zahlungen manchmal vorgeschlagen. Zu den Protagonisten eines solchen Systems gehören von wissenschaftlicher Seite der Belgier Philippe Van Parijs und der Schweizer François Grin. Grin hat behauptet, dass das Vereinigte Königreich durch die Vorrangstellung seiner Sprache pro Jahr etwa 6 Milliarden Euro an Unterrichtskosten spart, wobei Frankreich als Vergleichsland dient.
Van Parijs verweist auf Jonathan Pool, der bereits 1991 über das Thema geschrieben hat, lehnt aber dessen Vorschlag, allein die Kosten des Sprachunterrichts nach der Kopfzahl zu verteilen, ab. Vielmehr müsse die gesamte Belastung durch Ausgleichszahlungen gleichmäßig verteilt werden.
Gelegentlich wird der Begriff der Sprachsteuer auch im umgekehrten Sinn für den bestehenden wirtschaftlichen Vorteil verwendet, den die vorgeschlagenen Zahlungen kompensieren sollen. In diesem Sinne bezahlen also die sprachlich benachteiligten Länder in Form ihrer Kosten für den Sprachunterricht.